# 特拉伊亚诺·博卡利尼
特拉伊亚诺·博卡利尼（英語：Trajano Boccalini，1556年—1613年），文艺复兴时期欧洲意大利作家。其作品带有明显现实主义风格，他曾在其作品中多次痛斥整个意大利社会，尤其是在意大利的西班牙人。

## 扩展阅读
- 本条目包含来自公有领域出版物的文本: Chisholm, Hugh (编).  (第11版). London: Cambridge University Press. 1911.